# Berg van Barmhartigheid (Kortrijk)

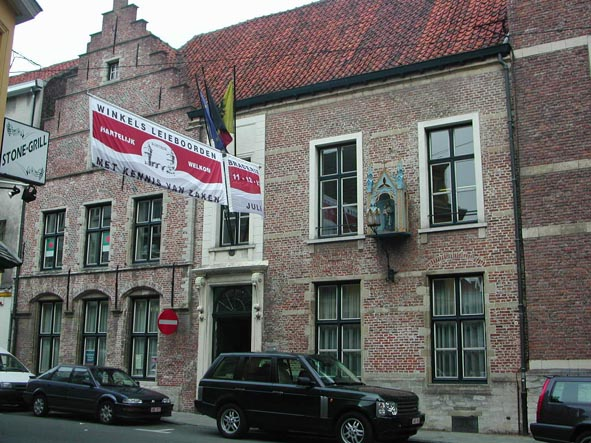
Voorheen Berg van Barmhartigheid Kortrijk, heden Rijksarchief.

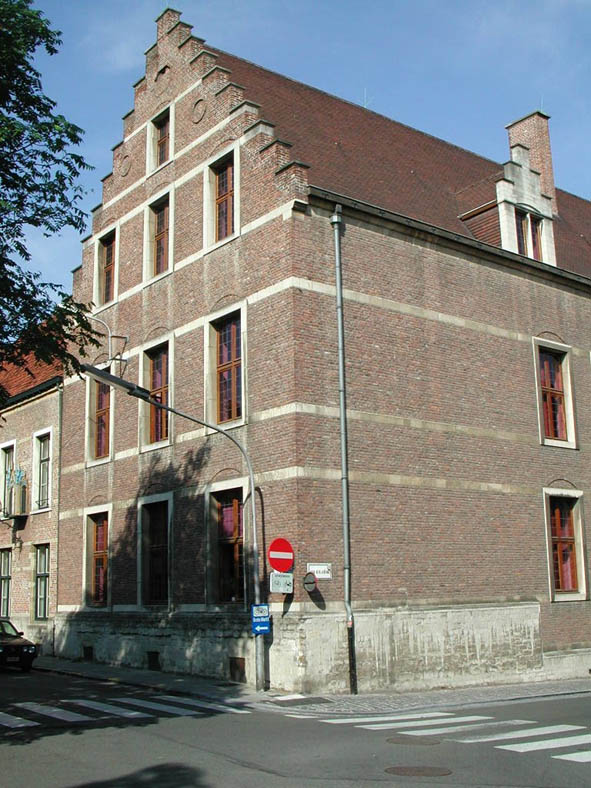
Voorheen Berg van Barmhartigheid, Kortrijk. Hoek Guido Gezellestraat en Onze-Lieve-Vrouwestraat

De Berg van Barmhartigheid in Kortrijk maakte deel uit van een uitgebreid netwerk. Een Berg van barmhartigheid was een openbare kredietinstelling waar men anoniem kon lenen tegen een lage rente. In ruil moest men waardevolle voorwerpen in bewaring geven zoals juwelen, boeken, kunstvoorwerpen, zilverwerk etc. De kredietinstellingen waren meestal gelegen in een gemeentelijk pandjeshuis. Sinds 1848 is deze vorm van lenen in België enkel nog toegelaten voor de Berg van barmhartigheid. 

## Ontstaan
De Bergen van barmhartigheid zijn ontstaan in Italië in de 15e eeuw met het doel de armen te beschermen tegen woekerinteresten bij verpanding.
In de 13e eeuw kwamen Noord-Italiaanse geldleners, Lombarden, zich vestigen in Kortrijk. In 1618 werd een netwerk van Bergen van Barmhartigheid opgericht door aartshertogen Albrecht en Isabella van de Spaanse Nederlanden en de bouwmeester en ingenieur Wenzel Coberger (edict van 17 maart 1618). In 1630 opende de Berg in Kortrijk. Voordien werden de eerste twee Bergen van Barmhartigheid buiten Italië gebouwd in Ieper in 1543 en in Brugge in 1572.
In Kortrijk werden de gebouwen volgens het ontwerp van Coberger in conservatieve, gotische stijl gebouwd onder leiding van Melchior de Somer en Robert Persijn. Het is gelegen in de Guido Gezellestraat 1 en Onze-Lieve-Vrouwestraat 45. Daar bevond zich ook de woning van de beheerder van de Berg of intendant.
In 1922 sloot de Berg wegens een gebrek aan kapitaal.
De Berg van Barmhartigheid in Brussel is de laatste die nog bestaat in België.

## Werking
In de Bergen van Barmhartigheid kon iedereen anoniem waardevolle eigendommen verpanden in ruil voor geld. Men kreeg een pandbriefje mee waarmee men zelf, of iemand anders, de eigendommen terug kon ophalen tegen de betaling van de hoofdsom en de interest. De panden werden bewaard in magazijnen, waar ze via draaitrommels terechtkwamen. De magazijnen bevonden zich op de hoek van de Onze-Lieve-Vrouwestraat en de Guido Gezellestraat. 
De eigendommen werden door de Berg verkocht wanneer de eigenaar ze na verloop van tijd niet terug kwam ophalen met het pandbriefje.

### Pagadoren
Pagadoren of (in)dragers kunnen gezien worden als tussenpersonen tussen de Berg en de beleners. Pagadoren waren mannen of vrouwen die voor de beleners naar de Berg gingen om hun eigendommen in lening te bewaren of om ze terug op te halen. De identiteit van de belener werd daarbij dus niet bekend bij de Berg. Mensen die hun eigendommen via de indragers naar de Berg brachten, moesten daarbij een extra vergoeding betalen naargelang de waarde van het eigendom. De indragers werden oorspronkelijk door de stedelijke overheid benoemd maar door veel misbruik kwam daar in de 18e eeuw verandering in. Vanaf dan werden beëdigde indragers aangesteld door de besturen van de Bergen zelf.
Het merendeel van de pagadoren was vrouwelijk. Ook in Kortrijk was de enige pagador die er werkte een vrouw, terwijl er eigenlijk werk was voor 6. In 1788 was de Kortrijkse beëdigde indraagster Jeanne Robbe. 

### Stadslegende van de “vondelingenschuiven”
Voor veel Kortrijkzanen staan de vier draaitrommels van de Berg van Barmhartigheid gekend als de vondelingenschuiven van de stad. Twee van de draaitrommels hebben een uitsparing waar iets kan ingelegd worden. De draaitrommels zijn eigenlijk draaideuren die toegang geven tot het bureau waar men geld kon lenen. In de modellen met de uitsparing kon een pand gelegd worden zonder gezien te worden door de medewerker aan de andere kant om de anonimiteit te bewaren.
Het lijkt onwaarschijnlijk dat de draaitrommels ooit als vondelingenschuiven gebruikt werden, de trommels zijn er ook niet voor geschikt maar er is ook geen bewijs dat het kan uitsluiten. Vondelingenschuiven hebben wel bestaan maar niet in Kortrijk. Op 13 juli 1688 raakte bekend dat de nacht voordien een baby te vondeling gelegd was aan de Brugse Poort in Kortrijk en in 1727 werd een vondeling voor het huis van deken Bouckaert van Kortrijk gevonden. De draaitrommels als vondelingenschuiven blijkt dus een Kortrijkse stadslegende te zijn.

## Na de sluiting

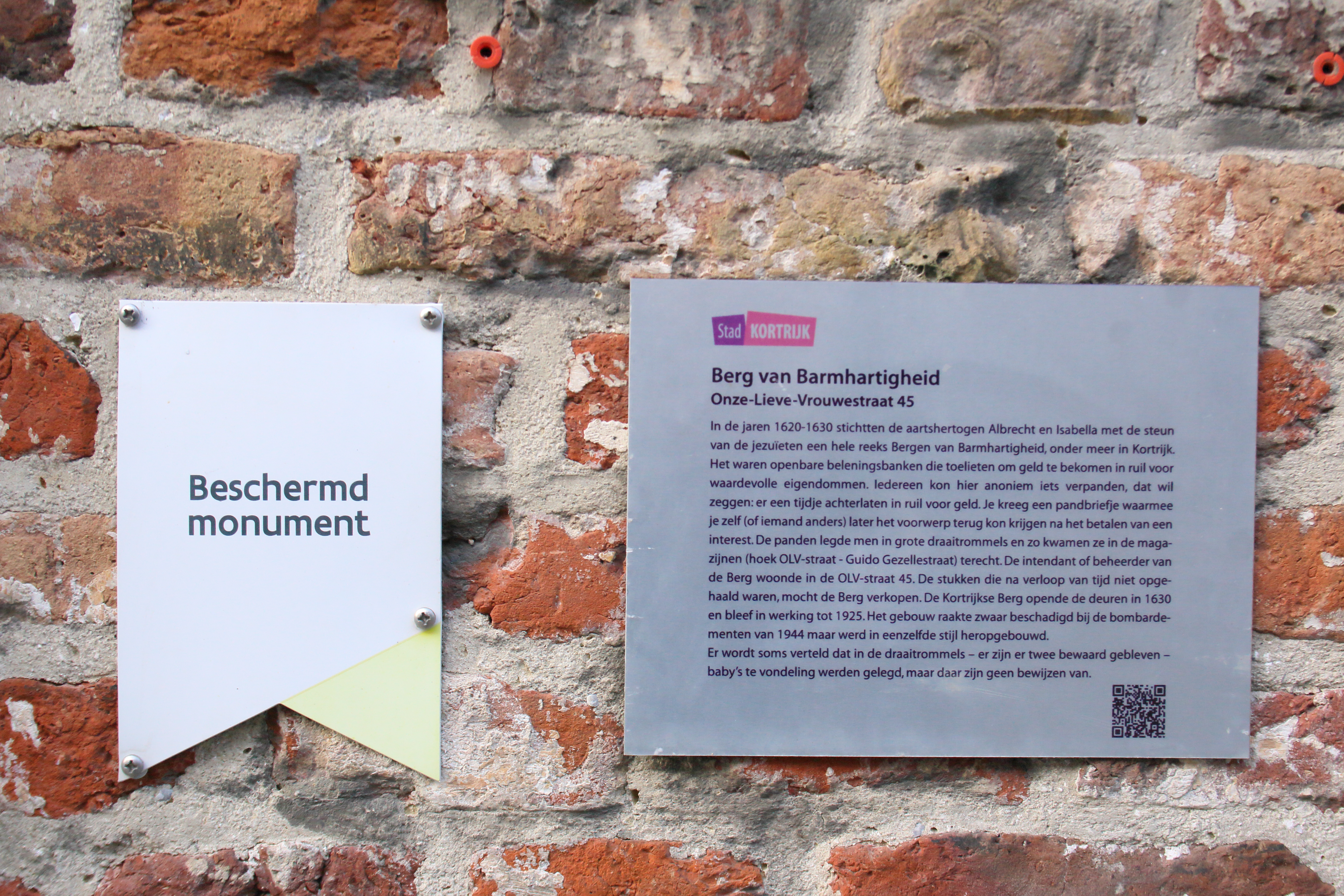
Infobord

In 1934 werd het gebouw verkocht aan de stad, drie jaar later werd de Berg van Barmhartigheid aangeduid als beschermd monument. Gedurende de periode 1937-1938 werd de Berg heringericht tot stadsbibliotheek en -archief.
Tijdens WO II werd het gebouw bijna volledig verwoest door een bombardement op 21 juli 1944. Twee jaar later werd enkel de bijhorende woning heropgebouwd, van de rest van de ruïnes werd een tuin gemaakt. In 1960 echter vond de wederopbouw plaats tot zijn oorspronkelijke vorm, dit onder leiding van Jozef Viérin en Poly Scherpereel.
In 1964 werd het Rijksarchief er ondergebracht. Sinds 2009 is het als Rijksarchief en huis archivaris met stedelijke diensten aangeduid als vastgesteld bouwkundig erfgoed.
In 2018 werd het gebouw verkocht aan Konvert Service samen met de aanpalende panden in de Onze-Lieve-Vrouwestraat 39, 41 (Clovis) en 43, en het Poorthuis in de Handboogstraat. Er werd een luxehotel gebouwd: Cobergher Hotel, verwezen naar de bouwmeester en ingenieur van de Berg van Barmhartigheid. Het Rijksarchief blijft er verder aanwezig, het huurcontract van de stad aan het Rijksarchief loopt nog tot 2031.

## Beeldmateriaal
- Erfgoed Inzicht
- Beeldbank Kortrijk[dode link]